# Lake Arrowhead (Califórnia)
Lake Arrowhead é uma Região censo-designada localizada no estado americano da Califórnia, no Condado de San Bernardino.

## Demografia
Segundo o censo americano de 2000, a sua população era de 8934 habitantes.

## Geografia
De acordo com o United States Census Bureau tem uma área de 32,8 km², dos quais 29,6 km² cobertos por terra e 3,2 km² cobertos por água. Lake Arrowhead localiza-se a aproximadamente 1647 m acima do nível do mar.

## Localidades na vizinhança
O diagrama seguinte representa as localidades num raio de 24 km ao redor de Lake Arrowhead.